# Drepanocladus sparsus
Drepanocladus sparsus är en bladmossart som beskrevs av C. Müller 1899. Drepanocladus sparsus ingår i släktet krokmossor, och familjen Amblystegiaceae. IUCN kategoriserar arten globalt som otillräckligt studerad. Inga underarter finns listade i Catalogue of Life.